# 杜兰大学法学院
杜兰大学法学院（Tulane University Law School）是一所位于美国路易斯安那州新奥尔良的法学院，附属于杜兰大学。该院创建于1847年。该院在《美国新闻与世界报道》的法学院排名中排到60名。